# Kościół Przemienienia Pańskiego w Samborsku
Kościół Przemienienia Pańskiego – katolicki kościół filialny, zlokalizowany w Samborsku, w gminie Jastrowie. Należy do parafii św. Michała Archanioła w Jastrowiu.

## Historia
Kościół w stylu neoromańskim wybudowano w 1882 z kamienia polnego i cegły, dla miejscowych protestantów. Przez katolików został przejęty po II wojnie światowej i poświęcony 2 marca 1946. 

## Architektura
Świątynia jest orientowana, a w ścianę wejściową wmurowany jest wtórnie kamień z datą 1853. Świątynia jest salowa, z wyodrębnionym prezbiterium w absydzie. Nad wejściem sygnaturka. Okna rozmieszczone symetrycznie, zwieńczone łukowo.

## Wyposażenie
Do cenniejszych elementów wyposażenia należą:
- neorenesansowy prospekt organowy (XIX wiek),
- neogotycka kropielnica z XIX wieku,
- komplet ławek dla wiernych[1][3].

## Otoczenie
Kościół otacza cmentarz niegrzebalny, na którym stoi m.in. drewniana dzwonnica mieszcząca dwa żeliwne dzwony z 1922 oraz drzewostan o cechach pomnikowych.

## Galeria

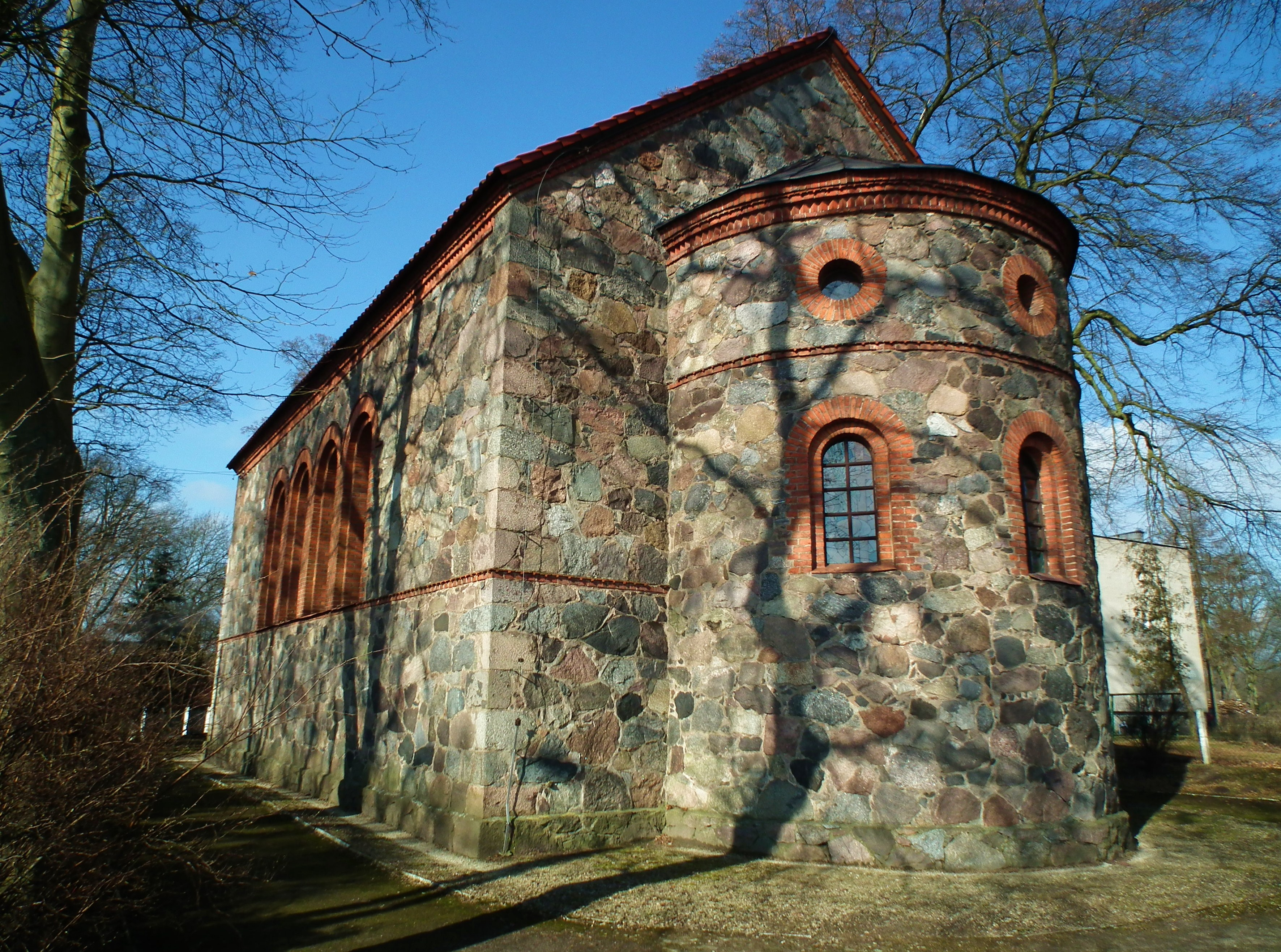
Prezbiterium
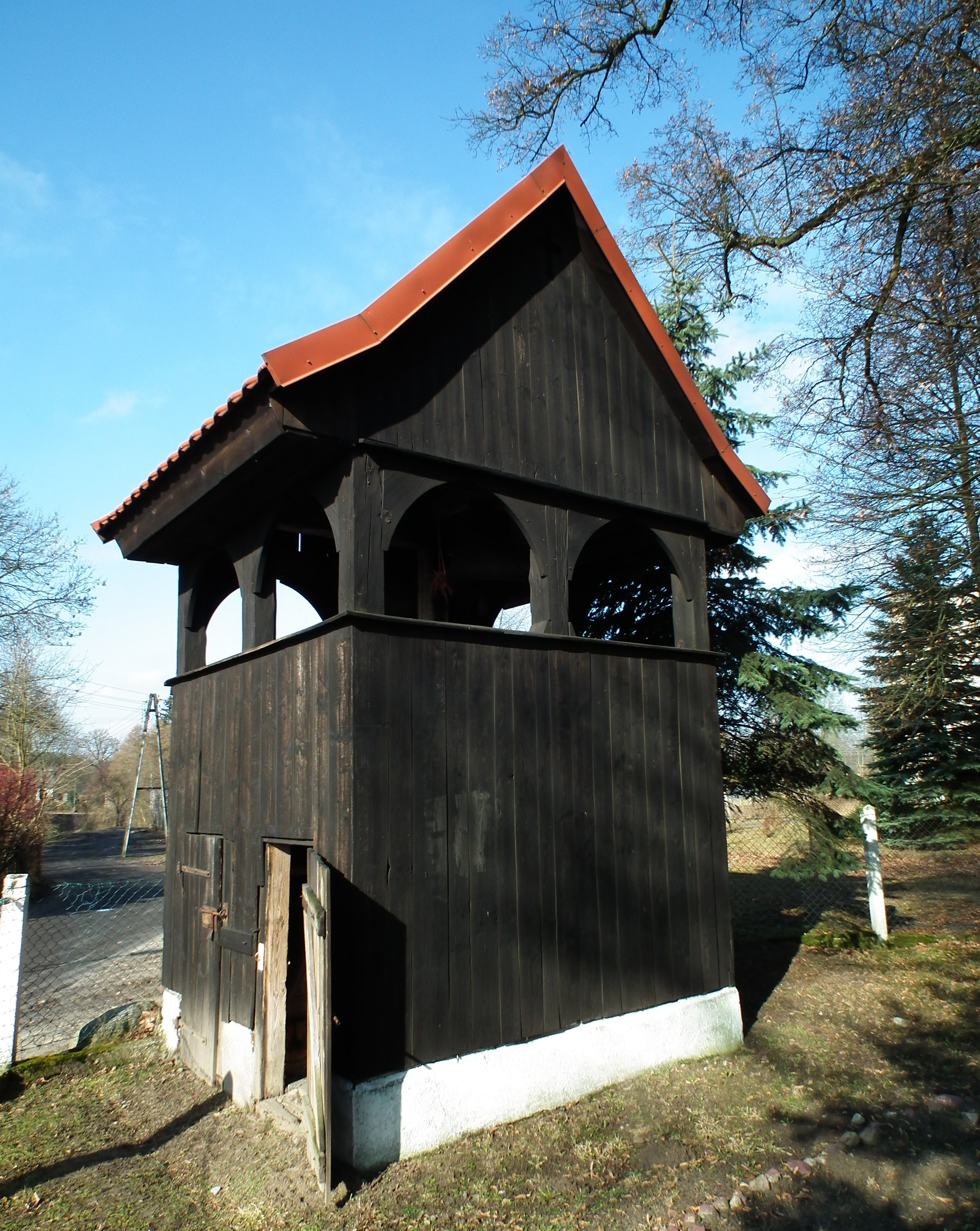
Dzwonnica
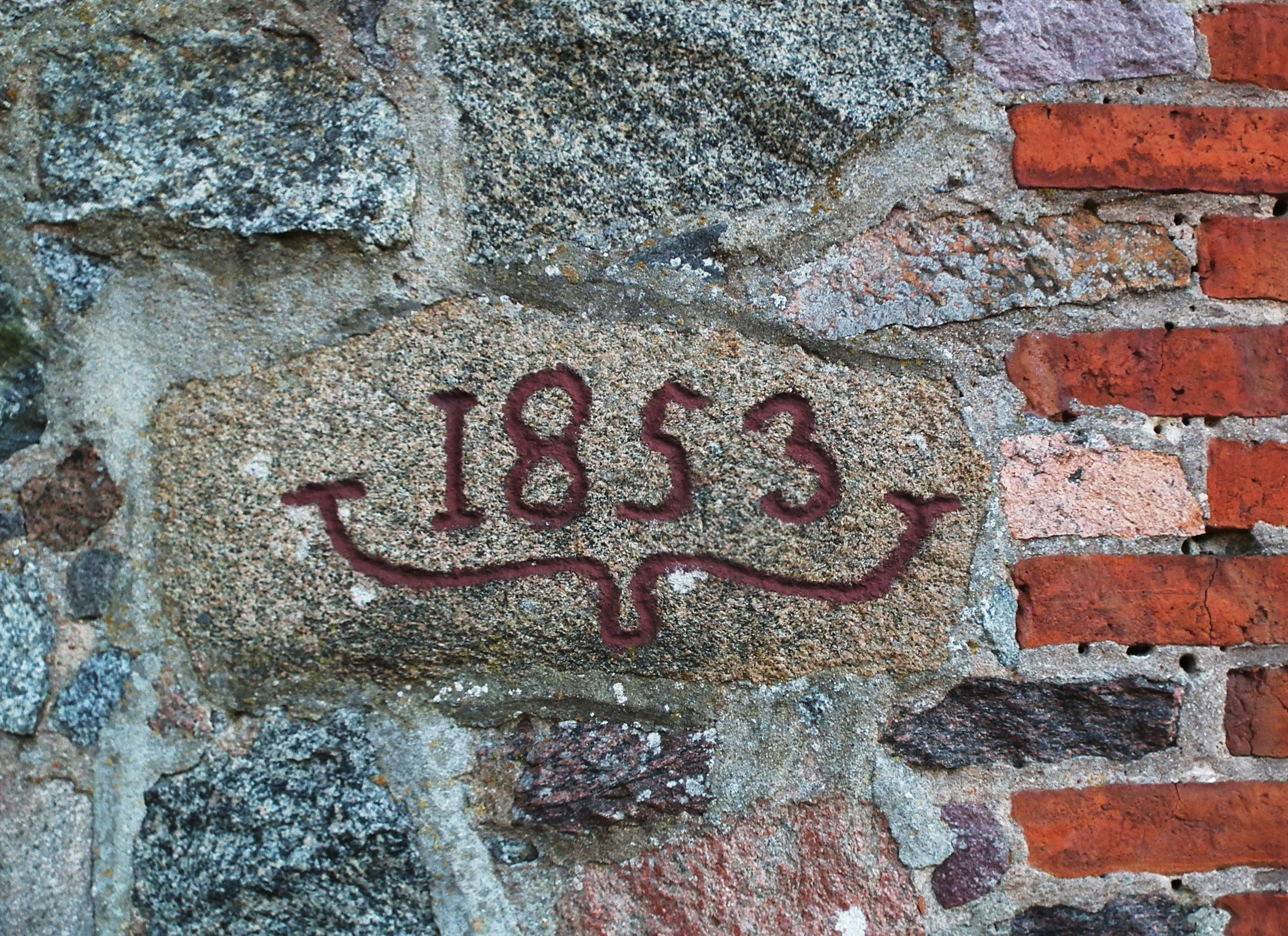
Kamień z datą